# فاز فولده–فرل–لارکین–اوچیننیکوو
فاز فولده-فرل-لارکین-اوچیننیکوو یا به‌طور اختصاری اف-اف-ال-اُ (FFLO) فاز ابررسانایی است که می‌تواند در یک ابررسانا در میدان مغناطیسی بزرگ به وجود آید. ویژگی آن جفتهای کوپر با اندازه حرکت کل غیر صفر و یک پارامتر نظم فضایی غیر یکنواخت است.

## تاریخچه
نظریهٔ این فاز توسط پیتر فولده و ریچارد فِرِل و به‌طور هم‌زمان توسط آناتولی لارکین و یوری اوچیننیکوو به‌طور مستقل در سال ۱۹۶۴ ارائه شد.

## شکل‌گیری فاز اف-اف-ال-اُ
فاز فولده-فرل-لارکین-اوچیننیکوو هنگامی رخ می‌دهد که فرمیون‌ها با عدم تعادل جمعیتی زوج هستند. در این فاز امکان دیده شدن ابررسانایی در حضور میدان مغناطیسی قوی وجود دارد. اعمال میدان مغناطیسی باعث شکسته شدن جفتهای کوپر در ابررساناهای مدل بی سی اس با اندازه حرکت صفر می‌شود؛ ولی در حضور میدان مغناطیسی قوی، الکترونها می‌توانند در اندازه حرکت غیر صفر تشکیل جفتهای کوپر داده و ماده به فاز ابررسانایی وارد می‌شود.